# 2 guldeny gdańskie 1932
2 guldeny gdańskie 1932 – moneta dwuguldenowa, wprowadzona do obiegu 12 lipca 1932 r. rozporządzenia Senatu Wolnego Miasta Gdańska z 18 grudnia 1931 r. Była w obiegu do 1 sierpnia 1935 r.

## Awers
W centralnej części umieszczono na tarczy herb Gdańska, podtrzymywany z obydwu stron przez lwy, nad herbem rok 1932.

## Rewers
W centralnej części umieszczono statek żaglowy – kogę, nad nim otokowo napis „Freie Stadt Danzig” (pol.: Wolne Miasto Gdańsk), pod nim otokowo napis „+ 2 Gulden +”.

## Rant
Na rancie umieszczono wklesły napis: „NEC+TEMER+NEC+TIMIDE+”, tzn. ani lekkomyślnie, ani bojaźliwie.

## Nakład
Monetę bito w mennicy w Berlinie, w srebrze próby 500, na krążku o średnicy 26 mm, masie 9,9 gramów. Autorem projektu był E.Volmar. Nakład monety wyniósł 1 250 000 sztuk.

## Opis
Moneta zastąpiła w obiegu srebrną dwuguldenówkę gdańską wzoru 1923.